# Souvrství Antlers

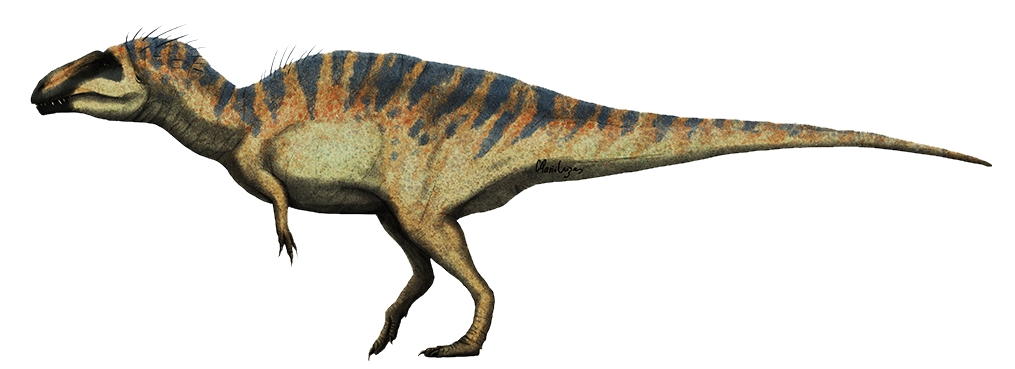
Acrocanthosaurus restoration, zástupce dinosauří fauny souvrství Antlers.

Souvrství Antlers je geologické souvrství, jehož sedimenty se rozkládají na území amerických států Arkansas, Oklahoma a Texas. Formálně bylo toto souvrství stanoveno geologem Robertem T. Hillem v roce 1894.

## Charakteristika
Sedimenty souvrství Antlers mají mocnost až kolem 150 metrů a tvoří je hlavně jílovce, v menší míře pak pískovce a slepence. Je pozůstatkem dávných záplavových nížin, ve kterých dominovali zejména dinosauři. Stáří sedimentů činí asi 120 až 112 milionů let, ukládaly se tedy v období geologických věků apt až alb, v pozdějším období rané (spodní) křídy. Toto souvrství do značné míry koreluje (časové, ekologicky i výskytem druhů) se souvrstvím Cloverly s výchozy na území Montany.

## Fauna

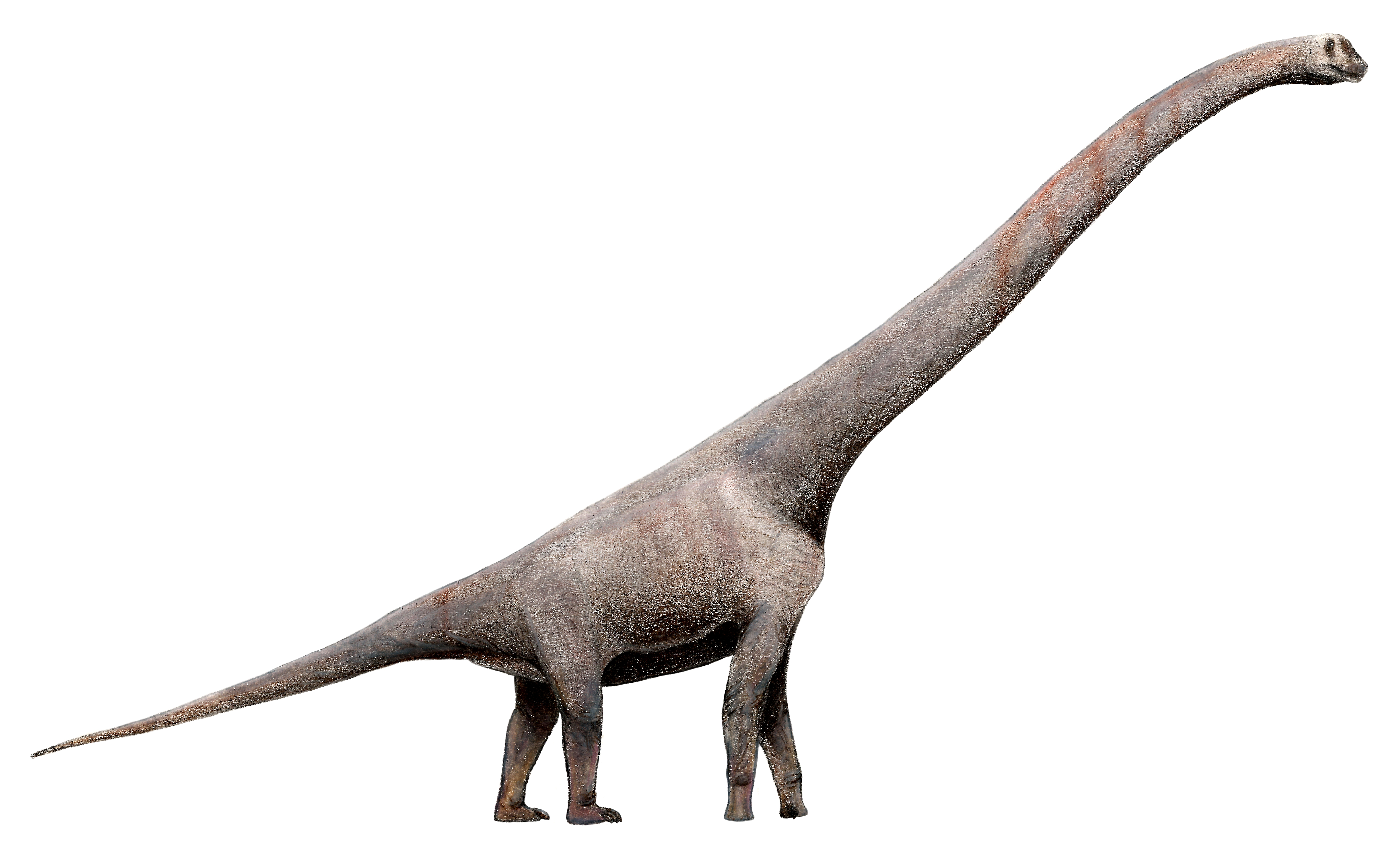
Sauroposeidon proteles, zástupce dinosauří megafauny souvrství Antlers.

Mezi nejzajímavější rody dinosaurů, známých z této formace, patří obří sauropod druhu Sauroposeidon proteles, jeden z nejvyšších znávých dinosaurů vůbec. Dalším druhem sauropoda z tohoto souvrství byl středně velký titanosauriform Astrodon johnstoni.
Dále se zde vyskytoval také obří karcharodontosauridní teropod druhu Acrocanthosaurus atokensis. Vyskytoval se zde také středně velký ornitopod Tenontosaurus sp. a zároveň pak i menší dromeosauridní teropod Deinonychus antirrhopus, který měl významnou úlohu v začátku tzv. Dinosauří renesance na konci 60. let 20. století.
Z dalších tvorů zde byli objeveni paryby, ryby, obojživelníci, nedinosauří plazi (ještěři, želvy a krokodýli) a také vývojově primitivní savci.